# Cantón de Caen-9
El cantón de Caen-9 era una división administrativa francesa, que estaba situada en el departamento de Calvados y la región de Baja Normandía.

## Composición
El cantón estaba formado por una fracción de la comuna que le daba su nombre:
- Caen (fracción)

## Supresión del cantón de Caen-9
En aplicación del Decreto nº 2014-160 de 17 de febrero de 2014, el cantón de Caen-9 fue suprimido el 22 de marzo de 2015 y su fracción de comuna pasó a formar parte de los nuevos cantones de Caen-4 y Caen-5.